# Xenofrea areolata
Xenofrea areolata là một loài bọ cánh cứng trong họ Cerambycidae.